# 뫼비우스 반전 공식
수론에서, 뫼비우스 반전 공식(Möbius反轉公式, 영어: Möbius inversion formula)은 수론적 함수의 약수에 대한 합으로부터 원래 함수를 되찾는 공식이다.

## 정의
양의 정수의 집합 {\displaystyle \mathbb {Z} ^{+}}을 정의역으로 하고, 가환환 {\displaystyle R}를 공역으로 하는 임의의 두 함수
{\displaystyle f,g\colon \mathbb {Z} ^{+}\to R}
에 대하여, 다음 두 조건이 서로 동치이다.:32, Theorem 2.9
{\displaystyle g(n)=\sum _{d\mid n}f(d)\qquad \forall n\in \mathbb {Z} ^{+}}
{\displaystyle f(n)=\sum _{d\mid n}\mu (d)g(n/d)\qquad \forall n\in \mathbb {Z} ^{+}}
이를 뫼비우스 반전 공식이라고 한다. 두 등식의 우변의 합은 {\displaystyle n}의 양의 약수 {\displaystyle d}에 대한 합이다. 가환환 {\displaystyle R}의 대표적인 예는 복소수체 {\displaystyle \mathbb {C} }이다. 첫째 등식은 {\displaystyle g(n)}을 모든 {\displaystyle d\mid n}에 대한 {\displaystyle f(d)}들의 합으로 나타낸다. 둘째 등식은 {\displaystyle f(n)}을 {\displaystyle g(n/d)}들의 정수 계수 선형 결합으로 나타낸다. 여기에 붙는 계수는 뫼비우스 함수 {\displaystyle \mu \colon \mathbb {Z} ^{+}\to \mathbb {Z} }이며, 이는 정수 {\displaystyle -1,0,1}을 값으로 한다. (0개 이상의 서로 다른 소수 {\displaystyle p_{1},\dots ,p_{k}}에 대하여
{\displaystyle \mu (p_{1}\dots p_{k})=(-1)^{k}}
이며, 소수 {\displaystyle p} 및 양의 정수 {\displaystyle n}에 대하여
{\displaystyle \mu (p^{2}n)=0}
이다.)
두 공식에서 {\displaystyle n}에 대한 전칭은 필수적이다. 만약 임의의 {\displaystyle n}에서 첫째 등식이 성립한다면 임의의 {\displaystyle n}에서 둘째 등식이 성립하며, 그 역도 성립한다. 그러나 어떤 {\displaystyle n}에서 첫째 등식이 성립한다고 하여 그 {\displaystyle n}에서 둘째 등식이 성립하지는 않으며, 그 역도 마찬가지다.
두 함수가 곱셈적 함수인지 여부는 서로 동치이다. 즉, 만약 {\displaystyle f}가 곱셈적 함수라면, 그 상 {\displaystyle g} 역시 곱셈적 함수이다. 반대로 만약 {\displaystyle g}가 곱셈적이라면, 그 원상 {\displaystyle f} 역시 곱셈적이다.

### 디리클레 합성곱과의 관계
가환환 {\displaystyle R}가 주어졌을 때, 두 함수 {\displaystyle f,g\colon \mathbb {Z} ^{+}\to R}의 디리클레 합성곱
{\displaystyle (f*g)(n)=\sum _{d\mid n}f(d)g(n/d)}
을 정의할 수 있으며, 함수 {\displaystyle \mathbb {Z} ^{+}\to R}의 집합 {\displaystyle R^{\mathbb {Z} ^{+}}}은 점별 덧셈과 디리클레 합성곱에 대하여 가환환을 이룬다.
디리클레 합성곱을 사용하여, 뫼비우스 반전 공식의 첫째 등식을 다음과 같이 쓸 수 있다.
{\displaystyle g=1*f}
여기서 1은 모든 양의 정수를 가환환의 곱셈 항등원 {\displaystyle 1\in A}로 보내는 상수 함수를 나타낸다. 마찬가지로, 둘째 등식은 다음과 같이 쓸 수 있다.
{\displaystyle f=\mu *g}
여기서 {\displaystyle \mu }는 뫼비우스 함수와 유일한 환 준동형 {\displaystyle \mathbb {Z} \to R}의 합성이며, 여기서는 뫼비우스 함수와 같은 기호로 나타낸다. 뫼비우스 반전 공식에 따르면, 두 등식이 서로 동치이다.
가환환 {\displaystyle (R^{\mathbb {Z} ^{+}},+,*)}에서, 1과 {\displaystyle \mu }는 서로 곱셈 역원이다.
{\displaystyle \mu *1=\delta }
여기서
{\displaystyle \delta (n)={\begin{cases}1&n=1\\0&n\neq 1\end{cases}}}
는 {\displaystyle (\mathbb {Z} ^{\mathbb {Z} ^{+}},+,*)}의 곱셈 항등원이다. 이는 뫼비우스 반전 공식을 자명하게 함의한다. (즉, 만약 {\displaystyle g=1*f}라면
{\displaystyle \mu *g=\mu *(1*f)=(\mu *1)*f=\delta *f=f}
이며, 만약 {\displaystyle f=\mu *g}라면
{\displaystyle 1*f=1*(\mu *g)=(1*\mu )*g=\delta *g=g}
이다.)
두 곱셈적 함수의 디리클레 합성곱은 곱셈적 함수이다. 또한, 1과 {\displaystyle \mu } 모두 곱셈적 함수이다. 뫼비우스 반전 공식에 등장하는 두 함수의 곱셈적 함수 여부가 동치임은 이로부터 자명하다.

## 연속 정의역
조합론에서 자주 쓰이는 뫼비우스 반전 공식은 다음과 같다. 폐구간 {\displaystyle [1,\infty )}를 정의역으로 하고 아벨 군 {\displaystyle (A,+)}을 공역으로 하는 임의의 두 함수 {\displaystyle f,g\colon [1,\infty )\to A}에 대하여, 다음 두 조건이 서로 동치이다.
{\displaystyle G(x)=\sum _{\scriptstyle 1\leq n\leq x \atop \scriptstyle n\in \mathbb {Z} ^{+}}F(x/n)\qquad \forall x\in [1,\infty )}
{\displaystyle F(x)=\sum _{\scriptstyle 1\leq n\leq x \atop \scriptstyle n\in \mathbb {Z} ^{+}}\mu (n)G(x/n)\qquad \forall x\in [1,\infty )}
여기서 우변의 합은 {\displaystyle x}보다 작거나 같은 모든 양의 정수 {\displaystyle n}에 대한 합이다.

## 근접 대수
수론의 뫼비우스 반전 공식은 근접 대수에 대한 뫼비우스 반전 공식의 특수한 경우이다. 구체적으로, 양의 정수의 집합은 약수 관계에 따라 국소 유한 부분 순서 집합
{\displaystyle (\mathbb {Z} ^{+},\mid )}
{\displaystyle m\mid n\iff \exists d\in \mathbb {Z} ^{+}\colon n=md}
을 이룬다. {\displaystyle (\mathbb {Z} ^{+},\mid )}의 근접 대수에 대한 뫼비우스 반전 공식은 수론의 뫼비우스 반전 공식이다.
함수 {\displaystyle [1,\infty )\to R}에 대한 뫼비우스 반전 공식 역시 근접 대수에 대한 뫼비우스 반전 공식의 특수한 경우이다. 구체적으로, 국소 유한 부분 순서 집합
{\displaystyle ([1,\infty ),\preceq )}
{\displaystyle x\preceq y\iff x\in \mathbb {Z} ^{+}\land x\leq y}
의 근접 대수에 대한 뫼비우스 반전 공식과 같다.

## 예
대표적인 예는 다음과 같다. (모두 복소수체 {\displaystyle \mathbb {C} }를 공역으로 한다.)
| {\displaystyle f(n)}                       | {\displaystyle g(n)}                                       |
| ------------------------------------------ | ---------------------------------------------------------- |
| 1                                          | 약수 함수 {\displaystyle \sigma _{0}(n)}                   |
| {\displaystyle n}                          | 약수 함수 {\displaystyle \sigma _{1}(n)}                   |
| 오일러 피 함수 {\displaystyle \phi (n)}    | {\displaystyle n}                                          |
| 뫼비우스 함수 {\displaystyle \mu (n)}      | 델타 함수 {\displaystyle \delta (n)}                       |
| {\displaystyle \mu (n)/n}                  | {\displaystyle \phi (n)/n}                                 |
| 폰 망골트 함수 {\displaystyle \Lambda (n)} | 자연로그 {\displaystyle \ln n}                             |
| {\displaystyle \cos(n\pi /2)}              | 방정식 {\displaystyle x^{2}+y^{2}=n}의 정수해의 개수의 1/4 |

## 역사
19세기 수학자 아우구스트 페르디난트 뫼비우스의 이름을 딴 공식이다.

## 같이 보기
- 페리 수열
- 포함배제의 원리

## 참고 문헌
1. ↑  Apostol, Tom Mike (1976). 《Introduction to analytic number theory》. Undergraduate Texts in Mathematics (영어). 뉴욕: Springer-Verlag. doi:10.1007/978-1-4757-5579-4. ISBN 978-1-4419-2805-4. ISSN 0172-6056. MR 0434929. Zbl 0335.10001.